# Själamodern i Küssnacht
Själamodern i Küssnacht, död 1577, var benämningen på ett andemedium som dömdes för häxeri och svartkonst i Schweiz.
År 1573 tog en präst i Küssnacht kontakt med myndigheterna i kantonen Schwyz för att klaga över den vidskepelse han tyckte grep omkring sig bland allmänheten, där folk satte tilltro till "visa kvinnor" och ockultism i stället för till kyrkan, och han pekade ut den kvinna som han betraktade som en utmärkt representant för denna konkurrens om allmänhetens förtroende och som själva centrum för denna vidskepelse. 
Den så kallade Själamodern arbetade i ett rum på ett värdshus ägt av Verena Liefbach, där hon tog betalt för att ta kontakt med avlidnas andar; därför kallades hon Själamodern. Hon påstod sig ha kontakt med andar som rörde sig mellan världarna och kunde tala med de döda. Då någon dog begav sig deras anhöriga till Själamodern. De ställde en fråga som de ville ha svar på av den döde. Själamodern kontaktade någon av sina andar genom en hemlig nattlig ritual och ställde i sin tur frågan till anden. Anden kontaktade så den dödes själ, som svarade på frågan, varpå anden vidarebefordrade svaret till Själamodern, som morgonen därpå meddelade svaret till sin kund. Själamodern hade år 1573 sysslat med detta i tretton år och kunde försörja sig på det. 
Myndigheterna tog först inte så allvarligt på detta utan var nära att avfärda anklagelserna om häxeri som förtal, men efter några grundliga förhör fick de reda på de hemliga nattliga ritualerna, där Själamodern hade kontakt med andar. Då ändrade de uppfattning och gjorde processen kort. Själamodern torterades tills hon erkände häxeri, och trots att hon försäkrade att hon inte var lika farlig som den kända häxan Die Sagerin, så bedömdes hon som en särskilt farlig häxa som förtjänade det värsta straffet för trolldom, och brändes levande på bål i november 1577.  

## Källa
- Eva Kärfve: Den stora ondskan i Valais: den första häxförföljelsen i Europa (B. Östlings bokförl. Symposion, Diss. Lund : Univ.,Stockholm, 1992)